# Jerzy Bardziński
Jerzy Bardziński, född 23 november 1892 i Sokołów, död 26 oktober 1933 i Warszawa, var en polsk bobåkare. Han deltog vid olympiska vinterspelen 1928 i Sankt Moritz och placerade sig på 17:e plats.